# ماهاتسارا سود
ماهاتسارا سود (به لاتین: Mahatsara Sud) یک منطقهٔ مسکونی در ماداگاسکار است که در مننجری واقع شده‌است. ماهاتسارا سود ۲٬۰۰۰ نفر جمعیت دارد.